# Pteria howensis
Pteria howensis is een tweekleppigensoort uit de familie van de Pteriidae. De wetenschappelijke naam van de soort is voor het eerst geldig gepubliceerd in 1997 door Lamprell & Healy.